# Quand c'est?
Quand c'est? è un singolo dell'artista belga Stromae, 10o estratto dall'album in studio: Racine carrée.
Il video è stato caricato per la prima volta il 3 settembre del 2013, ma la clip ufficiale è stata caricata due anni dopo: il 14 settembre 2015.

## Video musicale
Caricato su YouTube il 14 settembre 2015, il videoclip ha raggiunto quasi 3,5 milioni di visualizzazioni in ventiquattro ore ed oltre 8,5 milioni nei primi sei giorni. La clip è stata girata nel vecchio teatro Jeusette, a Seraing, in Belgio.
Stromae canta e balla sul palco, parlando alle sue mani, come se fosse posseduto. La telecamera si sposta indietro verso le sedie degli spettatori. Si nota che non ci sono spettatori, ma una sorta di pianta-aracnide, che cresce ed infine riempie tutta la parte posteriore del teatro. Stromae non se ne accorge e continua a cantare e ballare, mentre la creatura sviluppa una sorta di arto lungo e acuminato. Questo cattura Stromae, che gli impedisce di finire il suo spettacolo. Si difende, ma è colpito anche da un altro arto, più piccolo, della creatura, che esce da dietro le quinte. Stromae cade a terra e la creatura cattura la sua anima. Essa vola al cuore della creatura, oltre il soffitto, e si unisce a tutte le altre anime vuote che hanno fallito nella loro lotta contro il cancro. Alla fine, la stanza è vuota ad eccezione di Stromae, morto e riverso sul palco, senza la strana creatura, che si rivela essere il cancro.

## Classifiche
| Classifica (2013) | Posizione massima |
| ----------------- | ----------------- |
| Francia           | 142               |
| Classifica (2015) | Posizione massima |
| Belgio (Fiandre)  | 39                |